# ハクリヨウ
ハクリヨウ（発音はハクリョウ）は日本の競走馬。1953年菊花賞と1954年天皇賞（春）の優勝馬。 1954年に創設された啓衆社賞表彰において、初代の中央競馬年度代表馬と最良5歳以上牡馬に選出された。種牡馬としても成功を収め、2頭の八大競走優勝馬を含む11頭の重賞勝利馬を輩出している。全兄に1952年の毎日王冠勝利馬ニユーモアナ、全姉に福島記念勝利馬で、顕彰馬メイヂヒカリの母となったシラハタがいる。
※馬齢は2000年以前に使用された旧表記（数え年）で統一して記述する。

## 出生
1950年、母・第四バツカナムビユーチーが北海道ヤシマ牧場から預託されていた、青森県の盛田牧場で生まれる。幼名はヤシマビューティー。父プリメロは当時の名種牡馬の1頭。母は小岩井農場の基礎輸入牝馬ビューチフルドリーマーの流れを汲み、その父はリーディングサイアーのダイオライトという良血馬であった。出生当時にはすでに全姉シラハタが活躍を見せており、本馬もまた最高級の血統馬として早くから注目を集めた。同郷の同期馬6頭の中には、後に強力なライバルとなるボストニアン（幼名ヤシマテーマ）とトキツ（同ヤシマパプース）もいた。
後に西博が購買。競走年齢の3歳に達し、競走名ハクリョウと改名されて東京競馬場の尾形藤吉厩舎に入った。馬名は能の演目『羽衣』に登場する漁師・伯竜に由来する。その馬格は非常に雄大なものであり、測尺値にして体高（キ甲＝首と背の境から足元まで）172cm・胸囲194cmという、当時としては規格外の大型馬であった。

## 戦績

### 3-4歳（1952-1953年）
1952年11月8日、東京競馬場の新馬戦でデビュー。保田隆芳を鞍上に臨んだが、同郷のトキツの3着に敗れた。競走後には大型馬ゆえに持病としていた裂蹄が慢性化し、休養に入る。翌年3月に復帰後、5万下条件戦（未勝利戦）で初勝利を挙げる。続く条件戦3着を挿み、次走で二本柳俊夫を鞍上に迎える。ここから2戦を連勝し、4月26日にクラシック初戦・皐月賞に臨んだ。
当日は前哨戦スプリングステークスを制していた牝馬チエリオが1番人気、本馬はそれに次ぐ2番人気に支持された。レースでは先行策から最後の直線半ばでトキツを交わして先頭に立ったが、直後に同郷ボストニアン（7番人気）に差されて1馬身差の2着に終わった。続くNHK杯では1番人気に支持されたが、ボストニアンに3馬身半突き放されて再度の2着。迎えた東京優駿（日本ダービー） ではボストニアンと人気が逆転、2番人気となる。レースでも同馬に後れを取り、さらに8番人気のダイサンホウシュウも交わせず3着に終わった。
競走後、秋に備えて休養に入ったボストニアンに対し、ハクリョウは盛夏を迎えるまで走り続け、翌週連闘で臨んだオープン戦を8馬身差で圧勝。7月5日に出走した中山4歳ステークスでは、2000m2分6秒1のコースレコードを記録した。その後2ヶ月の休養を取り、復帰戦のカブトヤマ記念を5馬身差で勝利。続いてクラシック最後の一冠・菊花賞に向けて関西に移動し、前哨戦にオープン戦に出走した。ここでボストニアンと秋の初対戦となったが、1馬身半差で敗れて同馬に4連敗を喫する。
11月23日に迎えた菊花賞は、戦前から「ボストニアン三冠確実」と喧伝され、秋から再びハクリョウの主戦に戻った保田隆芳も「馬（ハクリョウ）は強いが年回りが悪いよ」と、半ばの諦めを口にしていた。当日も同馬が圧倒的な1番人気に支持されたが、レースではコース2周目の第3コーナーからハクリョウが先頭に立ち、後続を突き放す。そのままゴールまで押し切り、ボストニアンに3馬身差を付けて優勝。5度目の対戦で初めて同馬を下すと同時に、史上2頭目のクラシック三冠を阻止した。

### 5-6歳（1954-1955年）
休養後の翌1954年、5歳シーズンは充実期を迎え、3月の復帰戦からいずれも2着を大きく離しての連勝を続ける。5月16日に迎えた天皇賞（春）では、前走でレコードタイム勝利を収めていたボストニアンと6度目の対戦となったが、同馬に6馬身差で圧勝し、現役最強馬の地位を確定的なものとした。その後は秋まで休養に入り、復帰戦の毎日王冠でチエリオ、ボストニアン、タカオーらを寄せ付けず4馬身差の圧勝、兄ニユーモアナとの兄弟制覇を果たした。
2週間後、アメリカのローレルパーク競馬場から国際競走ワシントンDCインターナショナルへの招待を受ける。同競走からの日本馬の招待は初めてのことであり、馬主の西はこれを受諾し、ハクリヨウは一時羽田空港へ送られた。しかし巨体のため飛行機での輸送が困難であることが判明、船便輸送も提案されたが、輸送期間が長期に及び、体調維持が難しいとの判断で断念。結局出走は見送られた。以降、当年は出走せず休養に入る。翌1月には当年創設の年度表彰「啓衆社賞」選考において、クラシック二冠馬ダイナナホウシユウを抑え、満場一致で日本競馬史上最初の年度代表馬に選出された。また、東京競馬記者クラブ賞も受賞している。
翌1955年も現役を続け、金杯と目黒記念（春）を連勝、菊花賞からの連勝記録を8に伸ばした。しかし、その後は慢性の裂蹄のために休養を余儀なくされる。7月のオープン戦で復帰するも、69kgの斤量を背負って3着に敗れ、これを最後に引退・種牡馬入りが決定した。

## 全競走成績
| 年月日 | 年月日 | 年月日 | 競馬場 | レース名       | 頭数 | 人気 | 着順 | 距離（状態）  | タイム  | 着差    | 騎手       | 斤量 [kg] | 勝ち馬/（2着馬）       |
| ------ | ------ | ------ | ------ | -------------- | ---- | ---- | ---- | ------------- | ------- | ------- | ---------- | --------- | ---------------------- |
| 1952.  | 11.    | 08     | 東京   | 新馬           | 7    | 3    | 3着  | 芝1000m（良） |         |         | 保田隆芳   | 51        | トキツ                 |
| 1953.  | 03.    | 08     | 東京   | 5万下          | 13   | 1    | 1着  | 芝1200m（良） | R1:17.2 | ハナ    | 保田隆芳   | 54        | （ダイワ）             |
|        | 03.    | 21     | 東京   | 4歳特別        | 9    | 1    | 3着  | 芝1600m（良） |         |         | 保田隆芳   | 54        | トキツ                 |
|        | 04.    | 05     | 中山   | 20万下         | 8    | 1    | 1着  | 芝1800m（稍） | R1:58.1 | 5身     | 二本柳俊夫 | 54        | （テンオウムサシ）     |
|        | 04.    | 26     | 中山   | 皐月賞         | 17   | 2    | 2着  | 芝2000m（良） |         | 1身     | 二本柳俊夫 | 57        | ボストニアン           |
|        | 05.    | 10     | 東京   | NHK杯          | 10   | 1    | 2着  | 芝2000m（良） |         | 3 1/2身 | 二本柳俊夫 | 57        | ボストニアン           |
|        | 05.    | 24     | 東京   | 東京優駿       | 33   | 2    | 3着  | 芝2400m（重） |         |         | 二本柳俊夫 | 57        | ボストニアン           |
|        | 05.    | 30     | 東京   | オープン       | 5    | 1    | 1着  | 芝1800m（良） | R1:55.3 | 8身     | 保田隆芳   | 57        | （クインシユース）     |
|        | 06.    | 14     | 東京   | 安田賞         | 9    | 3    | 3着  | 芝1600m（良） |         |         | 八木沢勝美 | 58        | スウヰイスー           |
|        | 06.    | 21     | 中山   | 特ハン         | 6    | 2    | 2着  | 芝1800m（良） |         | ハナ    | 保田隆芳   | 59        | キヨストロング         |
|        | 07.    | 05     | 中山   | 中山4歳S       | 7    | 1    | 1着  | 芝2000m（稍） | R2:06.1 | 3身     | 二本柳俊夫 | 63        | （ハタオー）           |
|        | 09.    | 23     | 東京   | オープン       | 7    | 1    | 1着  | 芝1800m（良） | R1:52.0 | 2 1/2身 | 保田隆芳   | 59        | （フソウ）             |
|        | 10.    | 10     | 中山   | オープン       | 6    | 1    | 1着  | 芝1800m（稍） | R1:54.4 | 8身     | 保田隆芳   | 60        | （カネハル）           |
|        | 10.    | 18     | 中山   | カブトヤマ記念 | 8    | 1    | 1着  | 芝2000m（良） | R2:05.0 | 5身     | 保田隆芳   | 63        | （ミネノスガタ）       |
|        | 11.    | 14     | 京都   | オープン       | 7    | 2    | 2着  | 芝2000m（良） |         | 1 1/2身 | 伊藤修司   | 62        | ボストニアン           |
|        | 11.    | 23     | 京都   | 菊花賞         | 8    | 1    | 1着  | 芝3000m（良） | R3:09.1 | 3 1/2身 | 保田隆芳   | 57        | （ボストニアン）       |
| 1954.  | 03.    | 14     | 東京   | 特ハン         | 11   | 1    | 1着  | 芝1800m（良） | R1:51.0 | 2身     | 保田隆芳   | 66        | （フソウ）             |
|        | 03.    | 28     | 東京   | 東京杯         | 5    | 1    | 1着  | 芝2400m（良） | R2:30.2 | 5身     | 保田隆芳   | 58        | （タカハタ）           |
|        | 05.    | 08     | 京都   | オープン       | 4    | 1    | 1着  | 芝2000m（良） | R2:05.0 | 9身     | 高尾武士   | 65        | （ダイサンホウシュウ） |
|        | 05.    | 16     | 京都   | 天皇賞（春）   | 6    | 1    | 1着  | 芝3200m（良） | R3:24.2 | 6身     | 保田隆芳   | 58        | （ボストニアン）       |
|        | 10.    | 03     | 東京   | 毎日王冠       | 5    | 1    | 1着  | 芝2500m（良） | R2.35.2 | 4身     | 保田隆芳   | 58        | チエリオ               |
| 1955.  | 01.    | 16     | 東京   | 金杯           | 10   | 1    | 1着  | 芝2600m（良） | R2:45.2 | 2 1/2身 | 保田隆芳   | 61        | （タカオー）           |
|        | 03.    | 27     | 東京   | 目黒記念（春） | 4    | 1    | 1着  | 芝2500m（稍） | R2:40.4 | 3/4身   | 保田隆芳   | 63        | （カネエイカン）       |
|        | 07.    | 10     | 中山   | オープン       | 7    | 1    | 3着  | 芝1700m（良） |         |         | 山崎彰義   | 69        | マサハタ               |

- 競走名太字は八大競走。
- タイム欄のRはレコード勝ちを示す。

## 種牡馬時代
引退後は種牡馬として、北海道胆振の若草牧場で3年間供用された後、日高軽種馬振興会浦河種馬場に移った。当時は外国馬の輸入が解禁され、欧米から種牡馬が続々と輸入されていた時期に当たり、内国産種牡馬は概して冷遇されていた。しかしハクリヨウは初年度産駒から宝塚記念など重賞7勝を挙げたシーザーを出して注目を集めると、3年目の産駒から皐月賞優勝馬ヤマノオーと、1964年度最良5歳以上牝馬および最良スプリンターに選出されたトーストを輩出、内国産種牡馬の筆頭格として確固たる地位を築いた。以後も桜花賞優勝馬シーエースなど数々の活躍馬を出し、種牡馬ランキングで通算7度の10傑入りを果たした（最高4位・1964年）。
晩年まで種牡馬生活を続けていたが、1975年9月4日、浦河種馬場から預託されていた浦河蓑田牧場において老衰で死亡。26歳であった。遺体は同場の一角に埋葬されている。

### 主な産駒
※括弧内は当該馬の勝利重賞競走、太字は八大競走。
- 1957年産
  - シーザー（朝日チャレンジカップ、鳴尾記念、中京記念、阪急盃、目黒記念・春、宝塚記念、スワンステークス）
  - クサナギ（中京記念）
- 1959年産
  - ヤマノオー（皐月賞、毎日王冠、ダイヤモンドステークス、安田記念、日本経済賞）
  - トースト（中山記念、毎日王冠、金杯・東、アルゼンチンジョッキークラブカップ）
    - 1964年度最良5歳以上牝馬・最良スプリンター
- 1960年産
  - チトセリバー（京都4歳特別）
  - チエストオー（NTV盃）
- 1962年産
  - ホウラン（中山大障碍・秋）
    - 1966年度最優秀障害馬

  - キタシンザン（阪神障碍ステークス・春）
- 1963年産
  - マルフブキ（新潟記念）
- 1964年産
  - シーエース（桜花賞）
  - ニウオンワード（アメリカジョッキークラブカップ、ステイヤーズステークス）

### 主なブルードメアサイアー産駒
※母の父としての産駒。八大競走優勝馬・JRA賞受賞馬のみ記載。
- ヒカルタカイ（1964年産、天皇賞・春など。父リンボー、母ホマレタカイ）
  - 1968年度最優秀5歳以上牡馬
- インターヒカリ（1966年産。父ガーサント、母キタホマレ）
  - 1971年度最優秀障害馬
- バローネターフ（1972年産。父バウンティアス、母キタホマレ）
  - 1977〜1979年度最優秀障害馬
- ラッキールーラ（1974年産、東京優駿など。父    ステューペンダス、母トースト）
- ドウカンジョー（1984年産。父トウショウボーイ、母ミキノジョー）
  - 1986年度最優秀3歳牝馬

## 評価
1958年に同厩・同馬主の後輩馬ハクチカラがアメリカ遠征を行い、翌1959年にワシントンバースデーハンデキャップに優勝、日本調教馬として初の国外重賞制覇を達成した。しかし西の妻によれば、西が本当に遠征させたかったのはハクリヨウであったという。両馬ともに騎乗した保田隆芳は、スピードとパワーにおいてはハクチカラよりハクリヨウの方が優れていたと評し、後に「ハクリヨウは自在性があって先へ行く脚質だっただけに、アメリカの競馬ならば好結果を残すことができたかも知れない」と述べ、遠征断念を惜しんでいる。また、「ダイナミックという言葉がぴったりする馬だった」とも評しており、管理した尾形藤吉は「戦後外国からいろんな種牡馬が輸入されたが、馬体だけを取り上げてもハクリヨウほどの馬はあまりいない」と賞した。

## 血統表
| ハクリョウの血統（ブランドフォード系 / Isinglass5×5=6.25%、Orby5×5=6.25% (母内) ） | ハクリョウの血統（ブランドフォード系 / Isinglass5×5=6.25%、Orby5×5=6.25% (母内) ） | ハクリョウの血統（ブランドフォード系 / Isinglass5×5=6.25%、Orby5×5=6.25% (母内) ） | （血統表の出典）                | （血統表の出典） |
| 父 *プリメロ Primero 1931 鹿毛 アイルランド                                        | 父の父Blandford 1919 黒鹿毛 日本                                                   | Swynford                                                                           | John o'Gaunt                    | John o'Gaunt     |
| 父 *プリメロ Primero 1931 鹿毛 アイルランド                                        | 父の父Blandford 1919 黒鹿毛 日本                                                   | Swynford                                                                           | Canterbury Pilgrim              |                  |
| 父 *プリメロ Primero 1931 鹿毛 アイルランド                                        | 父の父Blandford 1919 黒鹿毛 日本                                                   | Blanche                                                                            | White Eagle                     | White Eagle      |
| 父 *プリメロ Primero 1931 鹿毛 アイルランド                                        | 父の父Blandford 1919 黒鹿毛 日本                                                   | Blanche                                                                            | Black Cherry                    |                  |
| 父 *プリメロ Primero 1931 鹿毛 アイルランド                                        | 父の母Athasi 1917 鹿毛 アイルランド                                                | Farasi                                                                             | Desmond                         | Desmond          |
| 父 *プリメロ Primero 1931 鹿毛 アイルランド                                        | 父の母Athasi 1917 鹿毛 アイルランド                                                | Farasi                                                                             | Molly Morgan                    |                  |
| 父 *プリメロ Primero 1931 鹿毛 アイルランド                                        | 父の母Athasi 1917 鹿毛 アイルランド                                                | Athgreany                                                                          | Galloping Simon                 | Galloping Simon  |
| 父 *プリメロ Primero 1931 鹿毛 アイルランド                                        | 父の母Athasi 1917 鹿毛 アイルランド                                                | Athgreany                                                                          | Fairyland                       |                  |
| 母 第四バツカナムビユーチー 1930 黒鹿毛 日本                                       | 母の父*ダイオライト Diolite 1927 黒鹿毛 イギリス                                   | Diophon                                                                            | Grand Parade                    | Grand Parade     |
| 母 第四バツカナムビユーチー 1930 黒鹿毛 日本                                       | 母の父*ダイオライト Diolite 1927 黒鹿毛 イギリス                                   | Diophon                                                                            | Donnetta                        |                  |
| 母 第四バツカナムビユーチー 1930 黒鹿毛 日本                                       | 母の父*ダイオライト Diolite 1927 黒鹿毛 イギリス                                   | Needle Rock                                                                        | Rock Sand                       | Rock Sand        |
| 母 第四バツカナムビユーチー 1930 黒鹿毛 日本                                       | 母の父*ダイオライト Diolite 1927 黒鹿毛 イギリス                                   | Needle Rock                                                                        | Needle Point                    |                  |
| 母 第四バツカナムビユーチー 1930 黒鹿毛 日本                                       | 母の母バツカナムビユーチー 1929 鹿毛 日本                                          | *シアンモア Shian Mor                                                              | Buchan                          | Buchan           |
| 母 第四バツカナムビユーチー 1930 黒鹿毛 日本                                       | 母の母バツカナムビユーチー 1929 鹿毛 日本                                          | *シアンモア Shian Mor                                                              | Orlass                          |                  |
| 母 第四バツカナムビユーチー 1930 黒鹿毛 日本                                       | 母の母バツカナムビユーチー 1929 鹿毛 日本                                          | 第三ビユーチフルドリーマー                                                         | *インタグリオー                 | *インタグリオー  |
| 母 第四バツカナムビユーチー 1930 黒鹿毛 日本                                       | 母の母バツカナムビユーチー 1929 鹿毛 日本                                          | 第三ビユーチフルドリーマー                                                         | *ビユーチフルドリーマー F-No.12 |                  |

父については同馬の項を参照のこと。祖母バツカナムビユーチーからは牝系が繁栄し、ハクリョウの甥メイヂヒカリ、母第四バツカナムビユーチーの又甥に五冠馬シンザンなど、近親には数々の名馬がいる。